# Alfred Giraud
Pour les articles homonymes, voir Giraud.
Louis Alfred Giraud de La Chauvinière est un magistrat, historien et homme politique français né le 3 août 1827 à Fontenay-le-Comte (Vendée) et décédé le 9 juillet 1880 dans cette même ville.

## Biographie
Alfred Giraud est le fils d'Olympe Giraud, médecin à Fontenay-le-Comte, et de Rosalie Louise Victorine Habert.
Docteur en droit en 1852, il sort premier de l'École des chartes en 1853. Il est successivement substitut à Tours en 1856, procureur impérial à Gien puis à Parthenay, vice-président du tribunal de Blois en 1868 et enfin conseiller à la cour d'appel d'Orléans à partir de 1876. Il est député de la Vendée de 1871 à 1876, siégeant à droite, inscrit à la réunion Saint-Marc-Girardin.
Gendre de Joseph André Tiffeneau, avoué a Chinon, il est le beau-père d'Henry Leschallier de Lisle, maire de Cerizay, conseiller général des Deux-Sèvres, et de Paul Thomas de La Pintière.

## Publications
- La Vie et la mort du président Brisson (1855)
- Dissertation sur le divorce et la séparation de corps (1852)

## Source
- « Alfred Giraud », dans Adolphe Robert et Gaston Cougny, Dictionnaire des parlementaires français, Edgar Bourloton, 1889-1891 [détail de l’édition]